# Комаров Микола Дмитрович
Микола Дмитрович Комаров (23 листопада 1918, місто Москва, тепер Російська Федерація — 21 травня 2007, місто Москва, Російська Федерація) — радянський державний діяч, 1-й заступник міністра зовнішньої СРСР. Кандидат у члени ЦК КПРС у 1981—1989 роках. Депутат Верховної Ради СРСР 11-го скликання. 

## Життєпис
У 1937 році закінчив Московський авіаційний технікум.
У 1937—1946 роках — технік-конструктор, інженер-конструктор, старший інженер-конструктор на підприємствах авіаційної промисловості.
У 1944 році закінчив вечірнє відділення Московського авіаційного інституту імені Серго Орджонікідзе.
Член ВКП(б) з 1945 року.
У 1949 році закінчив Всесоюзну академію зовнішньої торгівлі.
У 1949—1955 роках — помічник начальника Головного управління радянським майном закордоном при Раді міністрів СРСР; начальник управління радянським майном Республіки Фінляндії.
У 1955—1962 роках — експерт, начальник відділу, заступник начальника управління, в 1962—1965 роках — начальник управління міністерства зовнішньої торгівлі СРСР.
У 1965—1980 роках — заступник міністра, в жовтні 1980—1987 роках — 1-й заступник міністра зовнішньої торгівлі СРСР.
З 1987 року — персональний пенсіонер союзного значення в місті Москві.
З 1992 року — голова Ради зовнішньоекономічної асоціації ділового співробітництва «Ассітал» у Москві. Працював в АвтоВАЗі.
Помер у Москві 21 травня 2007 року і похований на Данилівському цвинтарі.

## Нагороди
- орден Леніна
- орден Жовтневої Революції
- чотири ордени Трудового Червоного Прапора
- орден «Знак Пошани»
- орден Дружби народів
- медаль «За доблесну працю. В ознаменування 100-річчя з дня народження Володимира Ілліча Леніна»
- медаль «Ветеран праці»
- медалі